# Protasio Crivelli

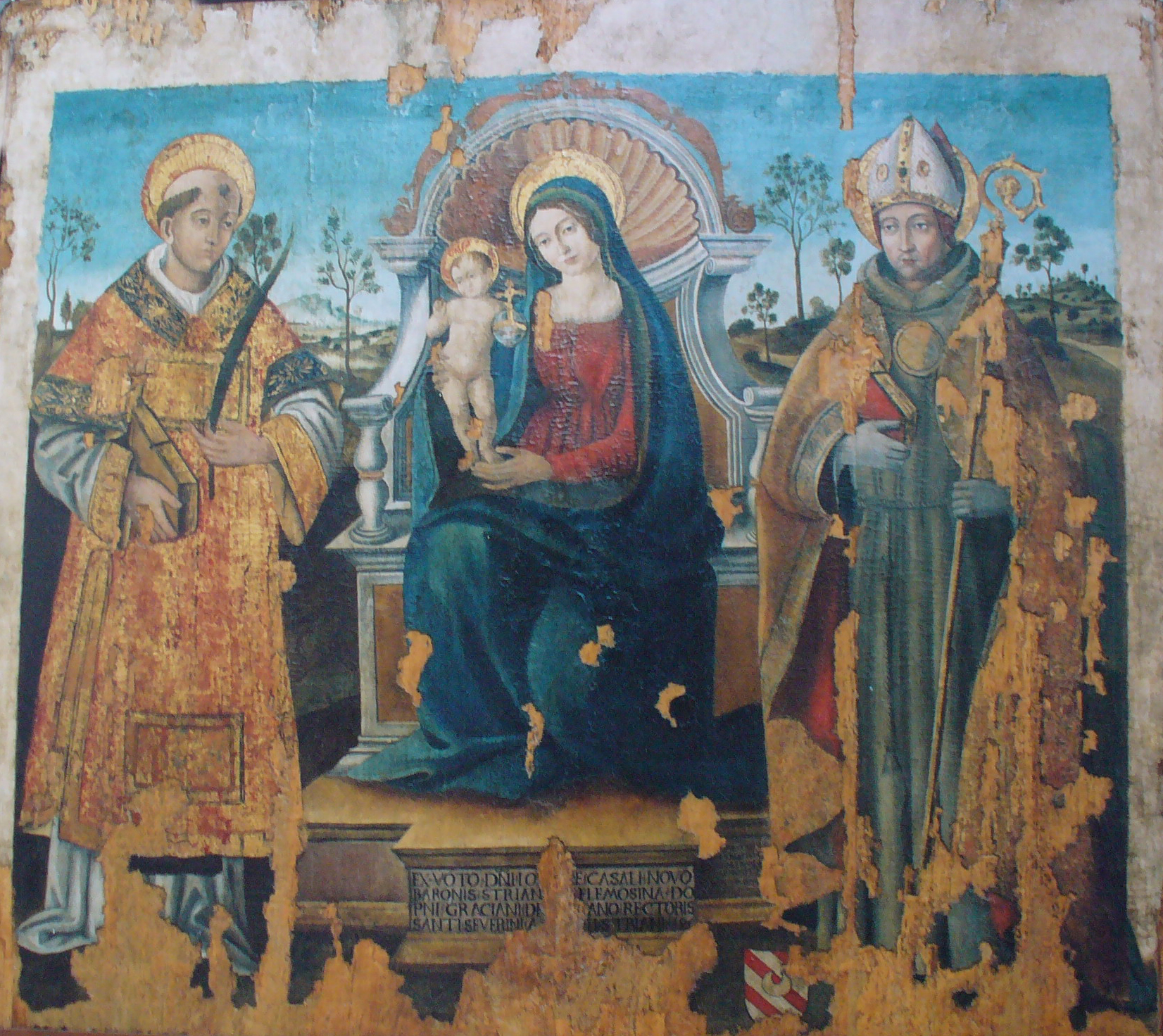
Madonna col Bambino in trono tra San Severino Abate e San Sossio Levita e Martire (1506) di Protasio Crivelli

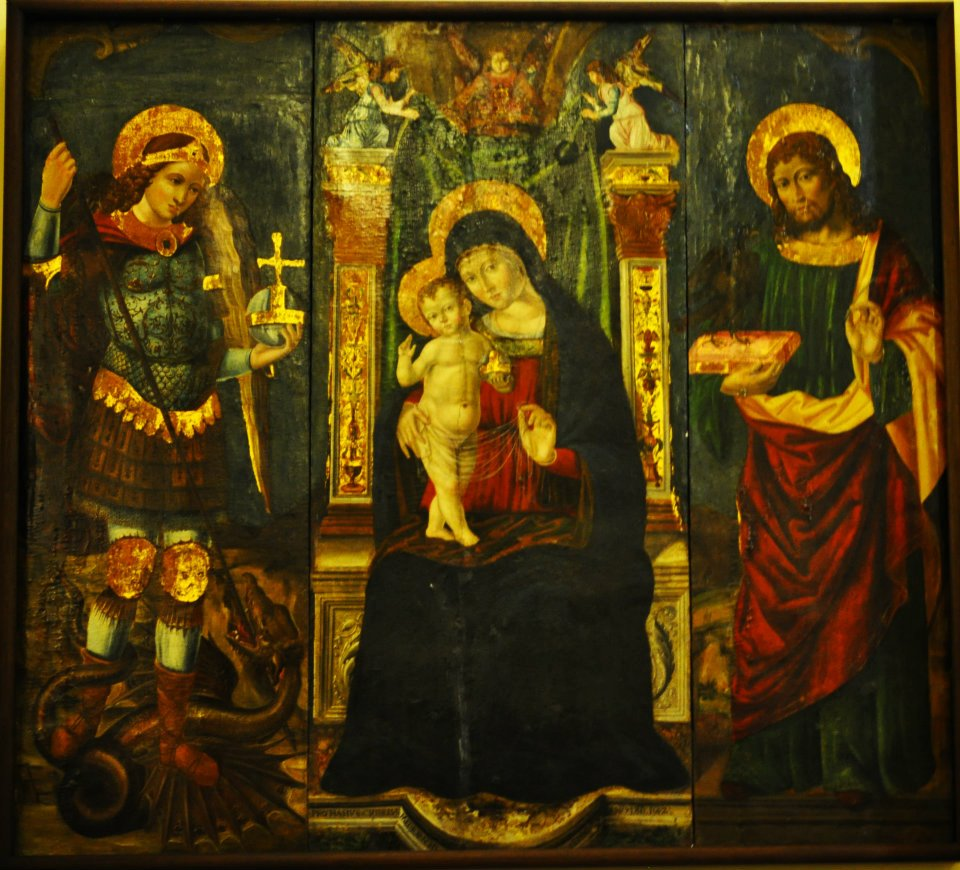
Madonna con bambino in trono tra San Michele Arcangelo e San Giovanni Evangelista di Protasio Crivelli del 1508, presente nella chiesa di San Michele Arcangelo in Trentola Ducenta

Protasio Crivelli (XV secolo – XVI secolo) è stato un pittore italiano attivo principalmente nell'Italia centro-meridionale.

## Biografia
Di probabile origine lombarda. Si formò alla bottega di Marco d'Oggiono, pittore esponente del Rinascimento lombardo.

## Opere
Molte sue opere si trovano in alcune chiese del napoletano.
È autore della Madonna di Loreto col Bambino ed Angeli, che si trova oggi al Museo Nazionale di Capodimonte, proveniente dalla Cappella di San Carlo Borromeo della Basilica di San Pietro ad Aram. 
Dipinse inoltre la Madonna tra San Giacomo e San Cristoforo nella Chiesa di San Cristoforo a Napoli, le opere della Cappella Miroballo nella Chiesa di San Francesco di Castellammare di Stabia e la Pietà tra i Santi Andrea ed Emidio nel Duomo di Amalfi, un trittico conservato nella chiesa di san Michele Arcangelo a Trentola e la Madonna col Bambino in trono tra San Severino Abate e San Sossio Levita e Martire (1506) nella Chiesa Matrice di San Giovanni Battista a Striano, in provincia di Napoli.